# Eusocialitat

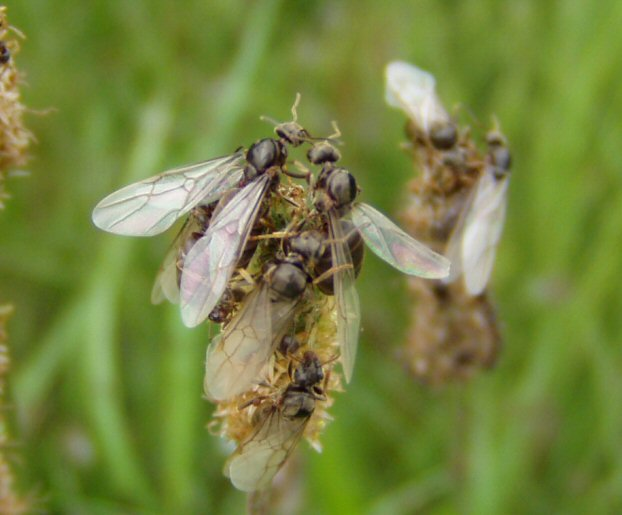
Les formigues alades són o bé reines o bé mascles.

L'eusocialitat és el nivell més alt d'organització de la socialitat. Es defineix per les característiques següents: cura cooperativa de la descendència (incloent la cura de la descendència d'altres individus), generacions superposades dins d'una colònia d'adults i una divisió del treball en grups reproductius i no reproductors. La divisió del treball crea grups de comportament especialitzats dins d'una societat animal, de vegades anomenats castes. L'eusocialitat es distingeix de tots els altres sistemes socials perquè els individus d'almenys una casta solen perdre la capacitat de realitzar comportaments característics dels individus d'una altra casta. Les colònies eusocials es poden veure com a superorganismes.
L'eusocialitat ha evolucionat entre els insectes, els crustacis, els trematodes i els mamífers. Està més estès als himenòpters (formigues, abelles i vespes) i a Blattodea (termites). Una colònia té diferències de castes: les reines i els mascles reproductors fan els papers dels únics reproductors, mentre que els soldats i els treballadors treballen conjuntament per crear i mantenir una situació de vida favorable per a la cria. Les reines produeixen múltiples feromones reina per crear i mantenir l'estat eusocial a les seves colònies; també poden menjar ous posats per altres femelles o exercir el domini lluitant. Hi ha dos rosegadors eusocials: la rata talp nua  i Fukomys damarensis. Algunes gambas, com ara Synalpheus regalis, són eusocials. E. O. Wilson i altres han afirmat que els humans han desenvolupat una forma feble d'eusocialitat. S'ha suggerit que la Platycerium colonial i epífita, també, pot fer ús d'una divisió del treball primitivament eusocial.

## Insectes
En els insectes no hi ha cap diferència entre els «insectes socials» i l'«eusocialitat». Els insectes socials sempre formen colònies, però alguns insectes solitaris també poden formar un altre tipus de colònia (sense reina), com ara alguns heteròpters i molts pugons. L'eusocialitat és present en:
- Tots els tèrmits
- Diversos grups de l'ordre dels himenòpters:
  - Totes les formigues
  - La majoria de borinots, tret dels borinots cucut
  - Alguns tipus d'abelles, com ara l'abella de la mel
  - Alguns tipus de vespes, com ara les vespes del paper (incloent-hi la vespa comuna, la vespa alemanya i la vespa xana).

## Mamífers
Entre els mamífers, l'eusocialitat només es dona en la rata talp nua i Cryptomys damarensis.